# Sobatîn, Irșava
Sobatîn (în ucraineană Собатин) este un sat în orașul raional Iloșva din raionul Irșava, regiunea Transcarpatia, Ucraina.

## Demografie
Componența lingvistică a localității Sobatîn
     Ucraineană (99,37%)
     Alte limbi (0,5%)
Conform recensământului din 2001, majoritatea populației localității Sobatîn era vorbitoare de ucraineană (99,37%), existând în minoritate și vorbitori de alte limbi.